# بنریب
| ib | M32 |

| ib | M32 |

بنریب یا بنر-ایب (انگلیسی: Benerib – ح. ۳۰۵۰ ق. م) ملکه همسر مصر باستان در دوران حکومت دودمان نخست مصر بود. بر حسب اینکه این نام چگونه خوانده شود، «او که قلبی مطیع دارد» یا «او که محبوب است» معنا دارد.

## زندگی‌نامه
او همسر فرعون هور-آها بود، اما مادر وارث او، یعنی دجر نبود. مادر شاه دجر با نام خنات‌حپ شناخته می‌شود، که یکی دیگر از همسران هور-آها بوده است.
گمان می‌رود که بنریب همسر هور-آها بوده باشد، بر اساس عاج‌هایی که در مقبره‌اش در ابیدوس پیدا شده‌اند و نام هور-آها بر آن‌ها دیده می‌شود. همچنین قطعه‌ای از یک جعبهٔ عاج که نام‌های هور-آها و بنریب بر آن نوشته شده بود نیز در ابیدوس کشف شده و اکنون در موزه هنرهای زیبا نگهداری می‌شود.
جان رومر، مصرشناس، استدلال کرده که نام «بنریب» که می‌توان آن را به «دلبر» یا «آن‌که دل‌نشین است» ترجمه کرد، ممکن است اصلاً یک نام شخصی نبوده باشد، بلکه عنوان یا صفتی برای فردی بوده باشد که حتی جنسیتش هم از روی این واژه قابل تشخیص نیست. عنوان‌های رسمی بنریب مشخص نیستند، و هویت پدر و مادر او نیز ناشناخته مانده است.
بنریب در اُم‌القَعَب در مقبره بی۱۴ به خاک سپرده شده است.